# Wilcza Wola (województwo podkarpackie)
Wilcza Wola – wieś w Polsce, położona w województwie podkarpackim, w powiecie kolbuszowskim, w gminie Dzikowiec, w Kotlinie Sandomierskiej.
W administracji kościelnej rzymskokatolickiej miejscowość położona w metropolii lubelskiej, w diecezji Sandomierskiej, w dekanacie Raniżów, w parafii św. Michała Archanioła w Wilczej Woli (Spiach).
Część terenu wsi zajmuje sztuczny zbiornik wodny Zbiornik Łęg (Maziarnia), który powstał w 1989 roku poprzez spiętrzenie wód rzeki Łęg.
| SIMC    | Nazwa      | Rodzaj    |
| ------- | ---------- | --------- |
| 0662178 | Bednarze   | część wsi |
| 0662184 | Brzóza     | część wsi |
| 0662190 | Dule       | część wsi |
| 0662209 | Guściory   | część wsi |
| 0662215 | Jaśkowe    | część wsi |
| 0662221 | Karby      | część wsi |
| 0662238 | Kijanki    | część wsi |
| 0662244 | Kolaniska  | część wsi |
| 0662250 | Kurzacze   | część wsi |
| 0662267 | Łąkieć     | część wsi |
| 0662273 | Majdańskie | część wsi |
| 0662280 | Maziarnia  | część wsi |
| 0662296 | Pniaki     | część wsi |
| 0662304 | Puzie      | część wsi |
| 0662310 | Rębisze    | część wsi |
| 0662327 | Serafiny   | część wsi |
| 0662333 | Spie       | część wsi |
| 0662340 | Sudoły     | część wsi |
| 0662356 | Szczęchy   | część wsi |
| 0662362 | Szwedy     | część wsi |
| 0662379 | Zapole     | część wsi |
| 0662385 | Zaruda     | część wsi |
| 0662391 | Zmysłów    | część wsi |

W latach 1975–1998 miejscowość należała administracyjnie do województwa rzeszowskiego.